# جوهان أرانغو
جوهان أرانغو (بالإسبانية: Johan Arango)‏ (من مواليد 5 فبراير 1991) لاعب كرة قدم كولومبي لعب سابقاً لنادي الباطن .

## روابط خارجية
- جوهان أرانغو على موقع قاعدة بيانات كرة القدم.إي يو (الإنجليزية)
- جوهان أرانغو على موقع Soccerway.com (الإنجليزية)
- جوهان أرانغو على موقع AS.com (الإسبانية)

جوهان أرانغو